# Operator of last resort
Een operator of last resort (OOLR) is een type spoorwegonderneming waarmee de regering van het Verenigd Koninkrijk een wettelijke vervoerstaak vervult. De aanduiding betekent min of meer uitvoerder in laatste instantie, nooduitvoerder. Deze kan ingezet worden als een vervoersaanbieder er niet in slaagt om er het passagiersvervoer in zijn gebied te laten functioneren. De overheid exploiteert de spoorlijnen niet zelf, maar laat dit over aan ondernemingen die deze taak onder beheer van de overheid uitvoeren.
OOLR's bestaan in Groot-Brittannië, maar niet op het Ierse eiland, waar NI Railways, de belangrijkste spoorwegmaatschappij van Noord-Ierland, hoe dan ook in overheidshanden is. De beherende instanties zijn:
- Engeland: het Department for Transport (DfT, Ministerie van vervoer), tot november 2015 via Directly Operated Railways (DOR). daarna via DfT OLR Holdings Limided (DOHL).
- Schotland: de Scottish Rail Holdings namens de Schotse regering
- Wales: de Welshe regering.

## Achtergrond
Vanaf 1948 was het grootste deel van het spoorvervoer via British Railways (later British Rail genoemd) in handen van de overheid. Daar kwam een eind aan met de Railways Act 1993, die het treinverkeer vanaf 1997 privatiseerde, maar de overheid verplichtte om een passend vervoersaanbod in stand te houden. Het spoornetwerk werd de verantwoordelijkheid van Railtrack, het latere Network Rail, terwijl de concessies aanvankelijk uitgegeven werden door de Strategic Rail Authority en vanaf 2005 door het Department for Transport. Het vervoer werd vanaf 1997 verzorgd door franchisenemers, die een zekere vrijheid hadden in hun aanpak. Zij werden geacht samen tot een soepel vervoersaanbod te komen. Ze schoven echter de schuld voor problemen op elkaar en de spoorbeheerder af, en het systeem werd onhoudbaar toen de vervoersvraag instortte tijdens de coronacrisis in het Verenigd Koninkrijk, waarna de contracten meer het karakter van concessies kregen.
Komen ondernemingen hun verplichtingen onvoldoende na, dan kan de overheid de reizigers wijzen op alternatieve vervoersmogelijkheden, of door onderhandelingen met exploitanten tot een oplossing komen. Als dat geen soelaas biedt, komen de operators of last resort in beeld.

## Inzet en kritiek
Hoewel de aanduiding last resort (laatste redmiddel) iets uitzonderlijks suggereert, zijn de OOLR's vanaf 2003 vaak ingezet.
Op de East Coast Main Line, een hoofdader van het Engelse netwerk, draagt de concessie de naam InterCity East Coast. Deze kent een historie van mislukkingen: van 1997 tot 2024 zijn er exploitatiecontracten afgesloten voor in totaal 33 jaar, en daarvan is ongeveer 15 jaar uitgediend, zodat de overheid de lijn bijna de helft van de tijd zelf exploiteerde.
In 2005 sloten de overheid en de particuliere GNER voor deze concessie het grootste contract in de geschiedenis van het Europese spoor af, een tienjarige overeenkomst ter waarde van 1,35 miljard pond. Een jaar later moest GNER de franchise alweer teruggeven. Vervolgens sloot National Express in augustus 2007 een contract van 1,4 miljard af voor ruim zeven jaar, maar nog geen twee jaar later viel de vervoersvraag zwaar tegen vanwege de kredietcrisis. In juli 2009 kondigde het bedrijf aan dat het zijn verplichtingen niet zou voldoen en in november 2009 nam de overheid de exploitatie over. Dat duurde tot er in 2015 een contract werd gesloten met Virgin Trains East Coast. Voor 3,3 miljard pond zou het bedrijf de lijn tot 2023 uitbaten, maar in juni 2018 werd de lijn teruggegeven aan de overheid. Die zet sindsdien de London North Eastern Railway in als last resort.
De gang van zaken leidde tot een roep om renationalisering van de lijn of zelfs het hele spoorwegnet.